# Transdev Transports Rapides Automobiles
Transdev Transports Rapides Automobiles (TRA), fut une société détenue par le groupe Transdev, chargée de la desserte du réseau de bus de Seine-Saint-Denis jusqu'au 31 juillet 2025.
Dans le cadre de l'ouverture à la concurrence des transports en commun en Île-de-France, les lignes du réseau historiques sont aujourd'hui réparties au sein des réseaux de bus Terres d'Envol et Marne et Brie, respectivement exploités par Transdev et Keolis.

## Histoire

### Association avec la RATP
Depuis le début de l'année 1983, l'entreprise Les Transports Rapides Automobiles (TRA) exploite le réseau de bus de la Seine-Saint-Denis.
Le 21 janvier 1983, à la suite d'un protocole d'accord tripartite passé entre la RATP, TRA et le département de la Seine-Saint-Denis, le réseau est géré en association par les trois partenaires.
Le 28 février 1983, après une première série de modifications, le réseau est désormais identifié par des indices de la série 600.

### Désenclavement du plateau de Clichy-Montfermeil - acte 1

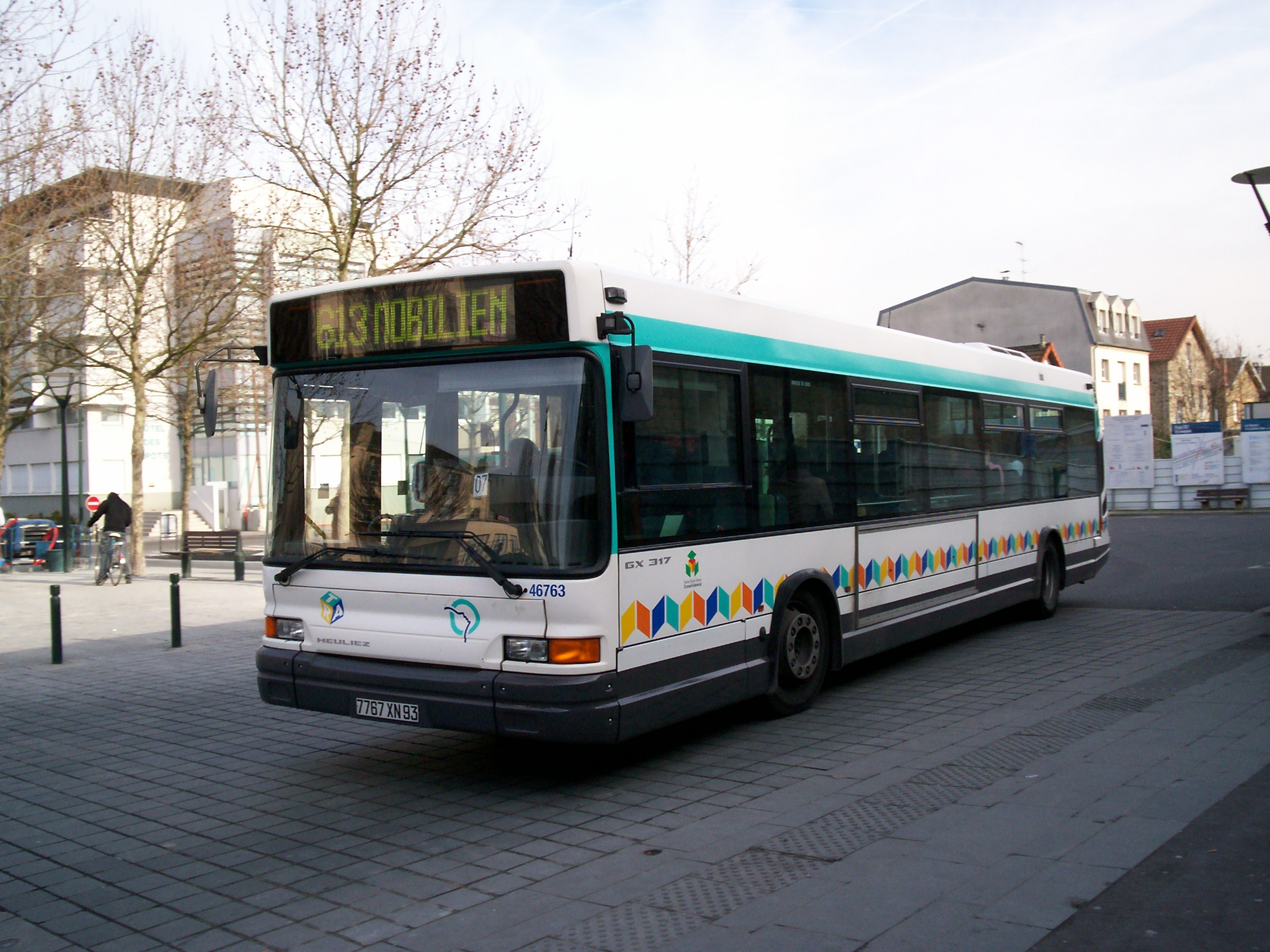
Un bus en livrée RATP-TRA de la ligne 613 en gare de Chelles, en janvier 2008.

Le 18 septembre 2006, à l'occasion de la mise en service de la T'Bus de la société de transport Les Courriers de l'Île-de-France, la ligne 670, qui desservait le quartier du Vert-Galant sous forme de service circulaire au départ de la gare du Vert-Galant, est supprimée.
Le 1er octobre 2006, la ligne de bus 613 a été renforcée et son amplitude horaire étendu, dans le cadre du label Mobilien, pour un coût de 1,8 million d'euros financé par l'ex-Syndicat des transports d'Île-de-France (STIF). Cette mesure vise notamment à permettre aux utilisateurs de rentrer plus facilement sur le secteur du plateau de Clichy-Montfermeil.
Elle fonctionne désormais à partir de 5 h du matin au lieu de 5 h 30 et jusqu'à 1 h du matin, au lieu de 21 h. En semaine, la fréquence des bus a été accru, passant de cinq à quatre minutes aux heures de pointe et de trente à quinze minutes aux heures creuses ainsi que toute la journée du samedi. Le dimanche, l'amplitude a été augmentée, les premiers bus circulent désormais une heure plus tôt.
La ligne 613 est alors empruntée chaque jour par 5 000 voyageurs, faisant d'elle une des lignes les plus fréquentées de Seine-Saint-Denis.
Le 1er octobre 2007, à l'initiative du conseil général de Seine-Saint-Denis, le réseau est profondément restructuré dans les communes de Clichy-sous-Bois, Montfermeil, Coubron et de Vaujours pour un coût de 890 000 euros financé par le département. Les lignes concernées bénéficient d'un renforcement des fréquences, d'horaires de fonctionnement plus étendus. De plus, de nouvelles lignes sont créées à cette occasion
Les lignes 601a et 601b ont fusionné en une nouvelle ligne 601, desservant l'arrêt Chêne-Pointu toute la journée, avec une fréquence accrue. Dans Montfermeil, elle emprunte la rue du Général-de-Gaulle (arrêt Bellevue) au lieu du boulevard Bargue. La desserte du lycée Albert-Schweitzer au Raincy est améliorée.

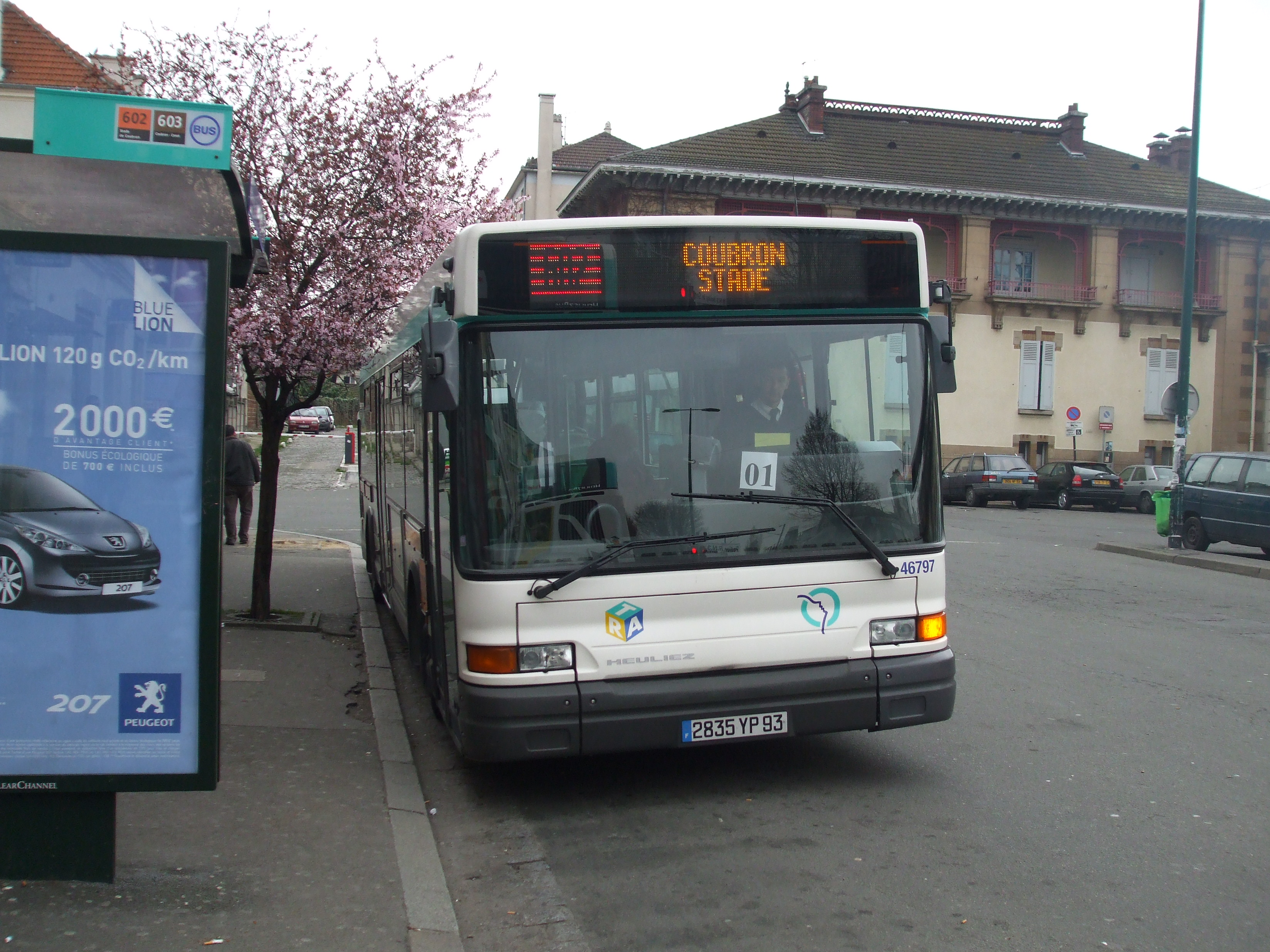
Un bus en livrée RATP-TRA de la ligne 602 en gare du Raincy, en avril 2008.

La ligne 602 a été simplifiée. Elle n'utilise désormais qu'un seul itinéraire tout au long de la journée, avec une fréquence accrue aux heures de pointe : un bus toutes les sept minutes (contre toutes les dix minutes jusqu'alors). Elle passe désormais par le rond-point des Sciences à Chelles où elle est en correspondance avec les lignes 1 et 3 (heures de pointe) du réseau Apolo7. En soirée, l'itinéraire par le Chêne-Pointu et les Bosquets a été repris par la nouvelle ligne 601.
La ligne 603 a été modifiée et renforcée. Elle ne dessert plus la commune de Courtry, mais une correspondance avec le réseau Apolo7, qui dessert toujours la commune, est possible au niveau du rond-point de l'Île-de-France. Le terminus Debussy à Courtry est remplacé par Corot à Coubron. De plus, il y a désormais aux heures de pointe, un bus toutes les vingt minutes, contre toutes les demi-heures, jusqu'alors. Il y a enfin des bus plus tôt et plus tard.
La ligne 604 a été modifiée. Elle bénéficie d'un itinéraire plus rapide, en passant désormais par les rues de l'Église et du 8-Mai-1945 au lieu des boulevards Bargue et Hardy. Par conséquent, les habitants du quartier des Bosquets doivent dorénavant emprunter les lignes 623 et 642 pour rejoindre le RER E (Gares de Gagny ou du Chénay-Gagny).
La ligne 623 a été modifiée. Elle assure une nouvelle liaison entre les gares de Gagny et de Sevran-Livry RER, en passant par l'arrêt Chêne-Pointu, avec une fréquence accrue aux heures de pointe et en journée, deux bus par heure le samedi et un par heure le dimanche. L'ancien terminus Gare du Chénay-Gagny est désormais desservi par la ligne 643.
Les lignes 642a et 642b ont fusionné en une nouvelle ligne 642 reliant la gare du Vert Galant à celle de Villepinte. Elle fonctionne jusqu'à 0 h 30. Il y a dorénavant un bus toutes les demi-heures en soirée et le samedi et toutes les heures le dimanche.

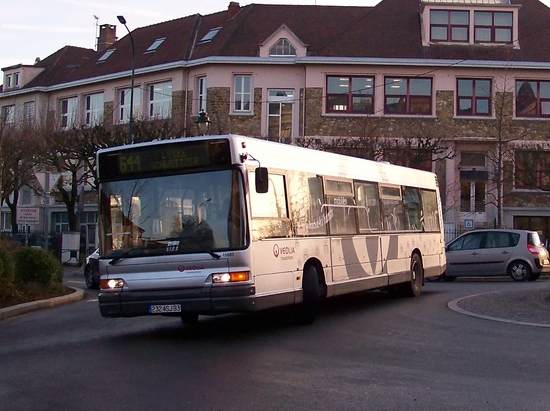
Un bus en livrée STIF-TRA de la ligne 644, en mars 2012.

Les services scolaires de la ligne 642a desservant le lycée Schweitzer au Raincy constituent désormais la ligne 644. C'est une nouvelle ligne semi-directe, à vocation scolaire, ne desservant que trois arrêts intermédiaires : Romain-Rolland, Sept-Îles et Rond-Point Thiers pour le lycée René-Cassin.
La ligne 642c est rebaptisée 643. Elle continue d'assurer la desserte du lycée Fénelon au départ de la gare de Chelles. Cependant, cette ligne sera supprimée le 3 septembre 2008.
La ligne 645 est créée entre Coubron (arrêt Corot) et l'Hôpital de Montfermeil. Elle fonctionne du lundi au samedi, de 9 h à 19 h avec un bus toutes les heures.
Ces nouveaux tracés avaient préalablement fait l'objet d'une large concertation et d'âpres discussions entre les maires, le conseil général de Seine-Saint-Denis, la RATP et TRA. Les demandes des communes ont été satisfaites pour la plupart. Dix autobus supplémentaires ont été achetés, 33 conducteurs recrutés, pour la plupart originaires de Seine-Saint-Denis, pour les besoins de cette restructuration.

### Fin de l'association avec la RATP et nouvelles lignes

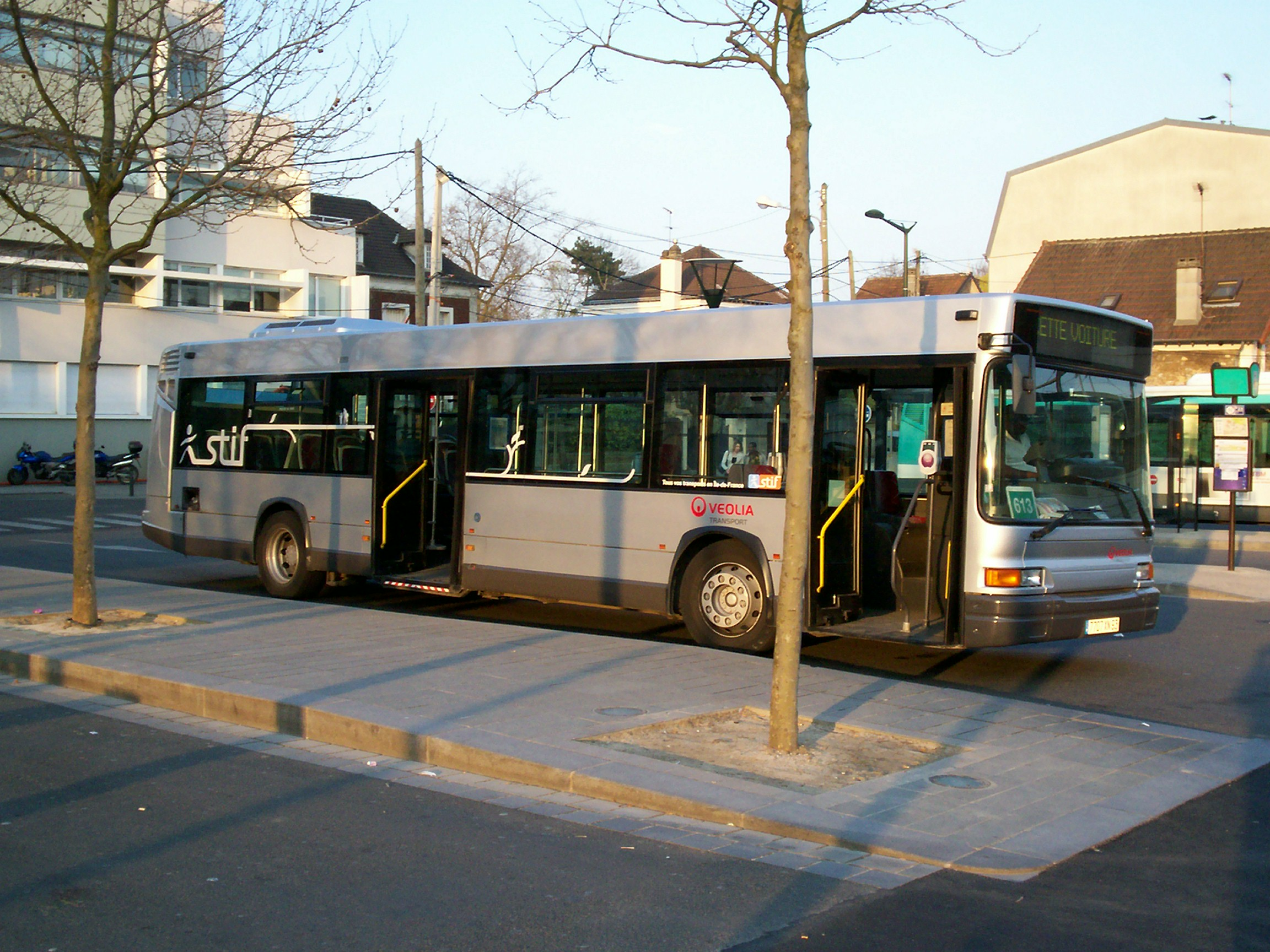
GX 317 de la ligne 613, arborant la nouvelle livrée STIF - Veolia Transport.

Le 31 décembre 2008 à minuit, la destinée commune des réseaux RATP et TRA a pris officiellement fin, après vingt-cinq années d’association et de partenariat.
Le 1er janvier 2009, le groupe Veolia Transport prit en charge la totalité des tâches de gestion et d’exploitation du réseau départemental de Seine-Saint-Denis (« réseau TRA »). Ceci fut préalablement permis par le vote du conseil de l'ex-Syndicat des transports d’Île-de-France (STIF). À la demande de l’exploitant, la RATP assure encore de manière transitoire la maintenance des points d’arrêt, mais cela ne devait pas durer au-delà de l'année.
Ce changement se traduit par la diffusion et la publication des horaires par Veolia Transport et non plus par la RATP. De plus, désormais, le réseau étant entièrement Veolia Transport, les bus du réseau abandonnent progressivement la livrée vert jade RATP avec la bande colorée en bleu, vert, jaune et orange (qui représentait TRA), pour la livrée STIF gris argent avec une frise symbolisant la mobilité en Île-de-France (personnages) et le logo rouge de l'exploitant Veolia Transport. D'ici deux ans, 154 bus sur les 179 qui roulaient à ce moment devaient arborder ces couleurs. Les autres véhicules devaient être remplacés par des neufs aux nouvelles couleurs du réseau.
En attendant, les bus, qui n'ont pas encore subi ce changement de livrée, se sont vus débarrassés de l'autocollant RATP à l'avant du bus, ainsi que des bandeaux latéraux avec indices et dessertes, qui est propre au réseau RATP. La conséquence de cette dernière mesure est que les usagers voyant le bus de côté ne feront plus la différence entre une ligne et une autre à l'exception des lignes équipées de Heuliez GX 327 et GX 427 à affichage latéral et arrière à diode.

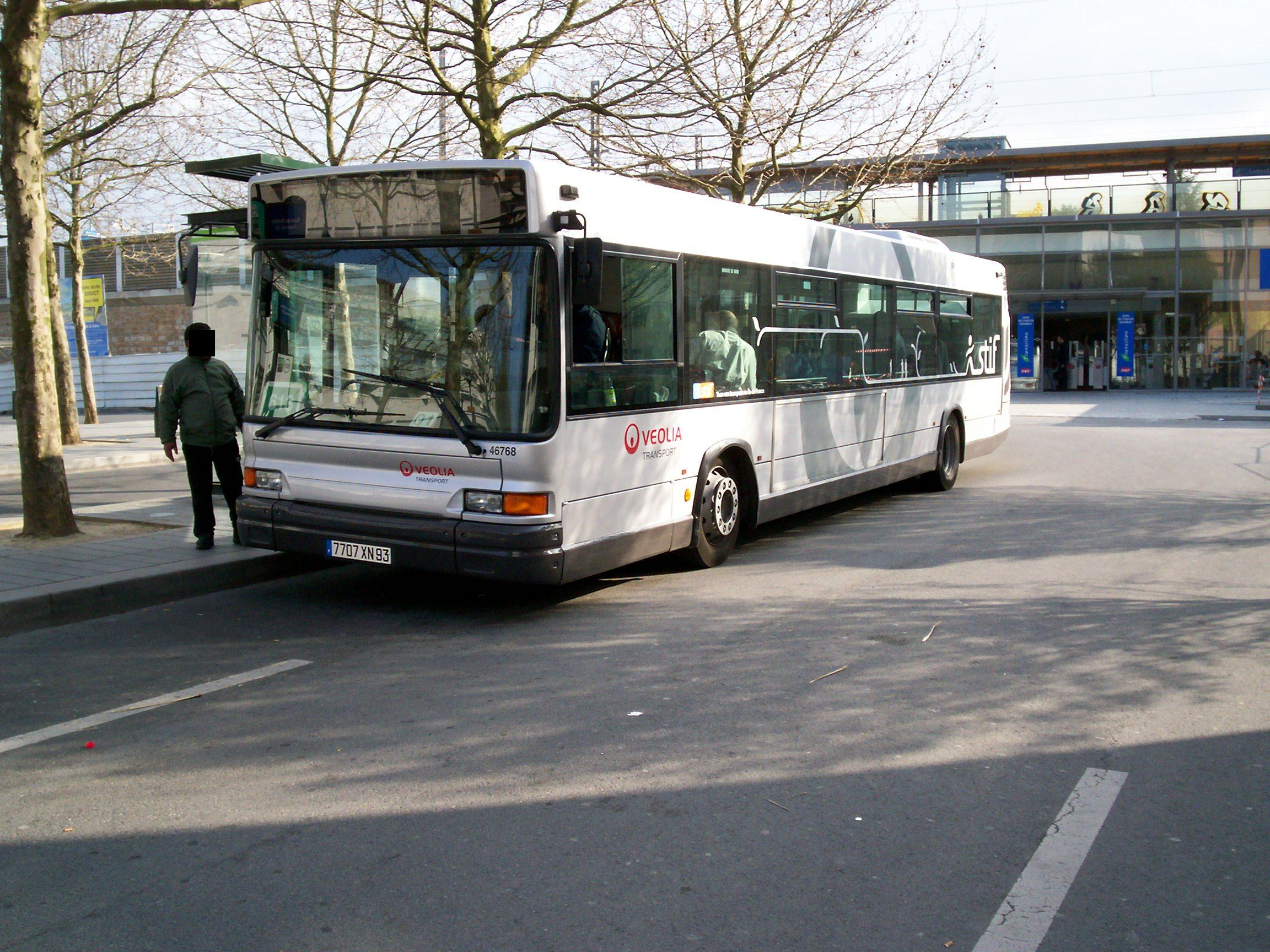
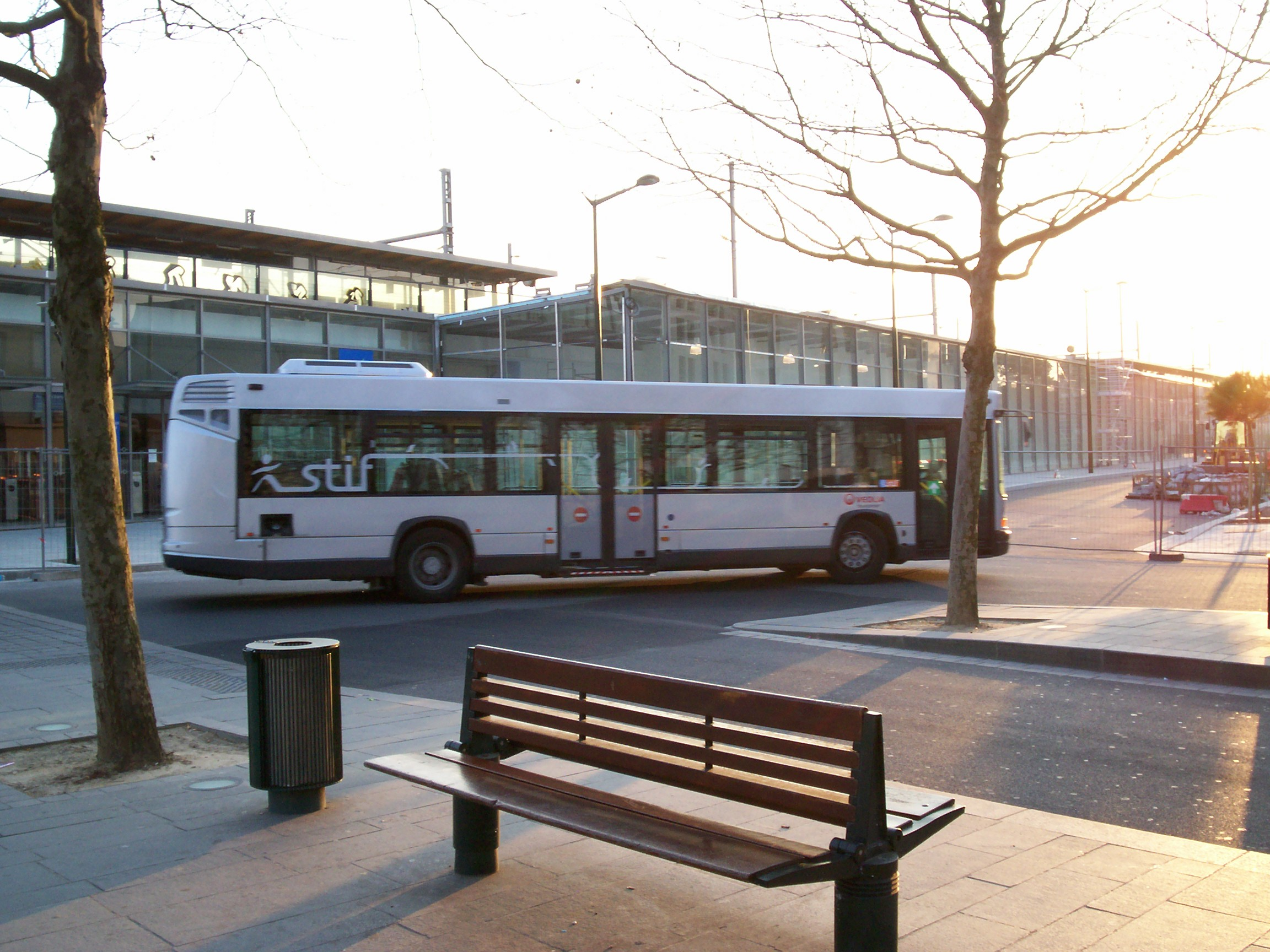
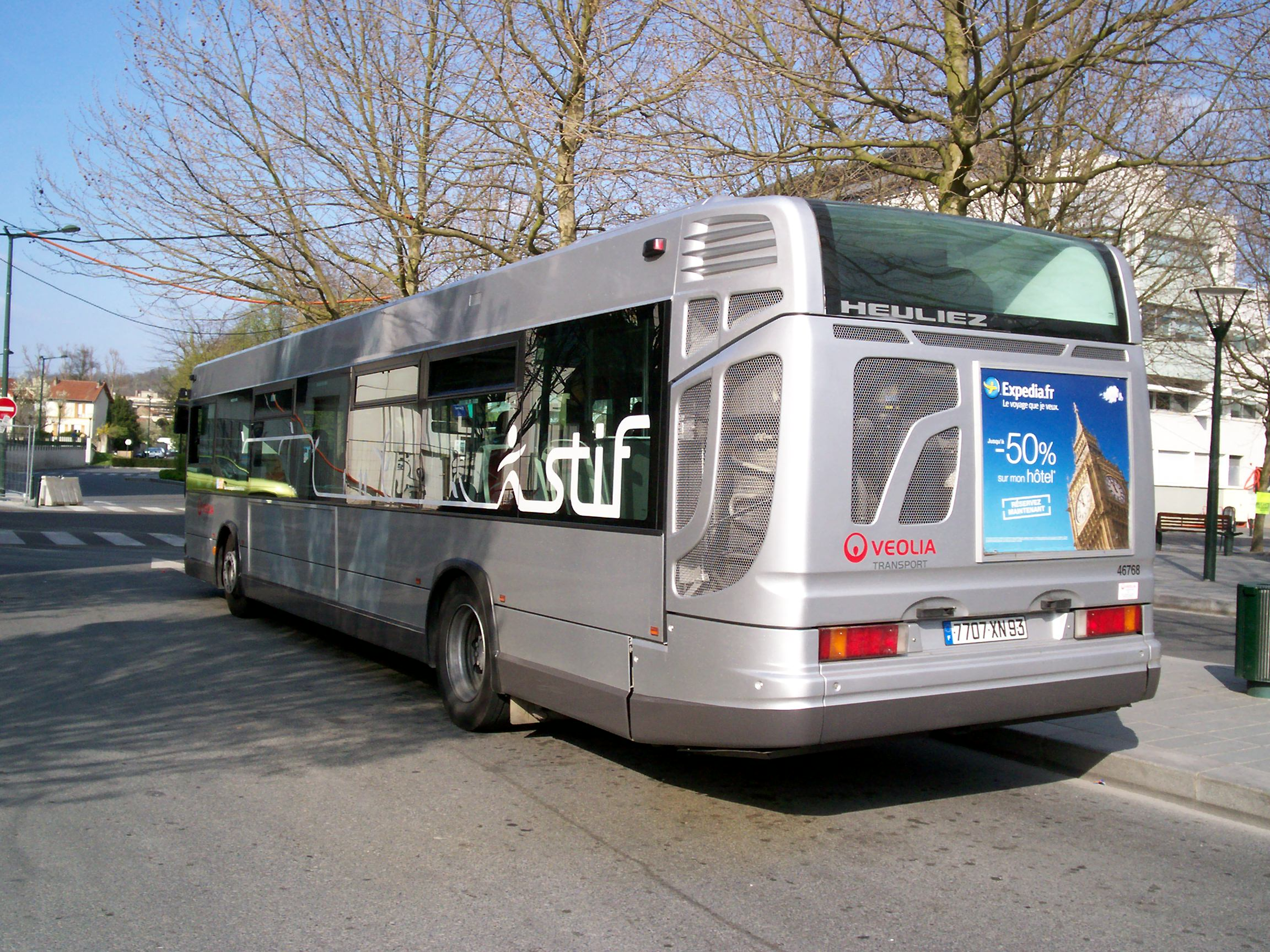

En termes de fréquentation, Veolia Transport prévoit d’augmenter la fréquentation du réseau de 6 % d’ici 2016 en créant « dix postes supplémentaires de conduite au 1er janvier 2009.
Jusqu'en 2009, chaque année, les lignes TRA étaient, d'après le conseil général de Seine-Saint-Denis, déficitaires. Ainsi jusqu'en 2007, le conseil général a compensé 6 millions d'euros de déficit, et un même déficit à équilibrer est prévu pour 2008. Mais depuis 2009, l’effort financier, qui se traduit par un investissement du département dans ce réseau en cotisant à l'ex-STIF comme le font tous les départements franciliens, conseils généraux et collectivités locales, est aussi pris en charge par ce dernier. Ainsi l'effort financier est désormais partagé. Des économies sont ainsi prévues, par une meilleure formation des chauffeurs, une diminution des coûts d’entretien, de consommation de carburant, de primes d’assurances…
Le 6 avril 2009, à la suite de ce changement de direction, la ligne 609a est renumérotée 609 et prolongée à la gare de Villepinte, et la ligne 609b est renumérotée 610 et prolongée à la gare de Sevran - Beaudottes.
Le 1er novembre 2009, la ligne 100 Roissy-Chelles est mise en service. Elle relie Gare Aéroport Charles-de-Gaulle 1 / Roissypole RER à Chelles - Rond-Point des Sciences. Anciennement exploitée par le groupement solidaire Les Courriers de l’Île-de-France (groupe Keolis) / TRA, elle permet un accès direct :
- aux emplois de la plate-forme aéroportuaire de Roissy ;
- au centre commercial Beau Sevran ;
- à la gare de Sevran - Beaudottes donnant accès au RER B ;
- aux hôpitaux René-Muret-Bigottini situé dans Sevran et Robert-Ballanger dans Villepinte[8].

À la fin des années 2000, il était projeté à moyen terme la création d'une ligne transversale par la fusion des lignes 614, 627 et 637. De plus, il était aussi prévu la création d'une ligne circulaire ayant pour vocation de relier différents quartiers de la ville afin d'éviter une rupture de charge (un changement de bus) pour les trajets entre l’ensemble des zones économiques de la ville et ses équipements publics. La fusion des lignes 614 et 616 a remis en cause ce projet : en 2021, les lignes 616 et 637 subsistent en l'état.

### Désenclavement du plateau de Clichy-Montfermeil - acte 2
Le 3 mars 2011, le groupe Veolia Transport, alors filiale de Veolia Environnement, fusionne avec Transdev pour donner naissance à « Veolia Transdev ».

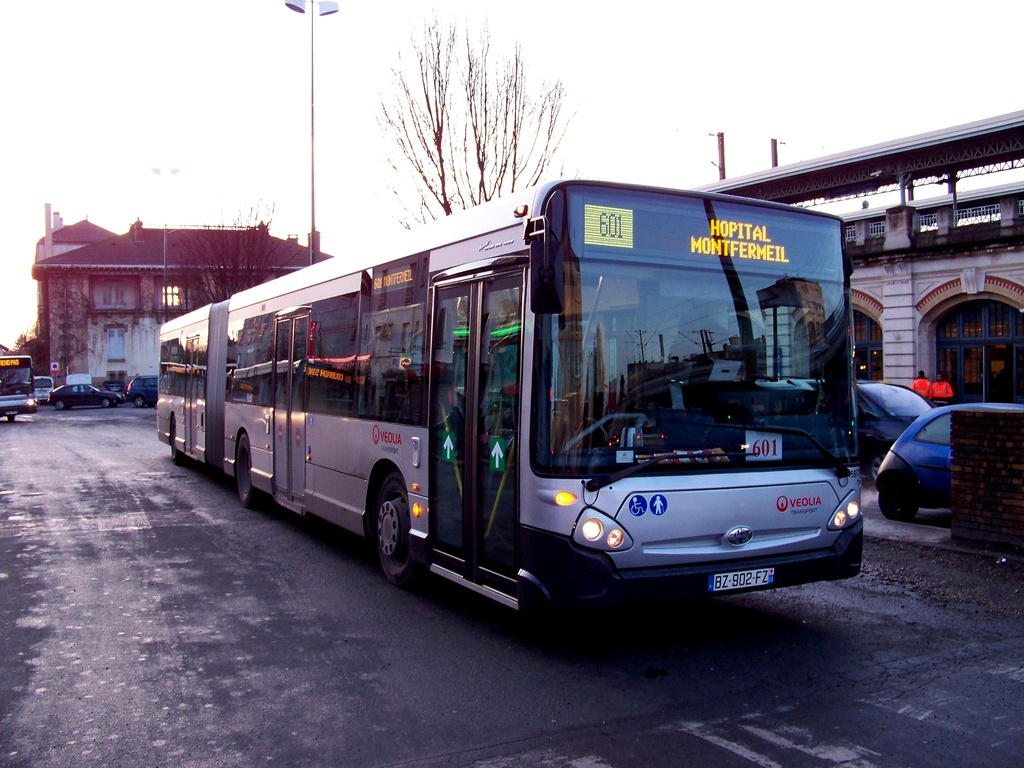
Un bus articulé de la ligne 601 en gare du Raincy, en janvier 2012.

Le 30 octobre 2011, à l'initiative de l'ex-STIF, le réseau s'est renforcé et a adapté fortement ses services pour répondre aux attentes de la population desservie :
La ligne 601 a été renforcée pour désenclaver le plateau de Clichy-Montfermeil. Elle n'est désormais équipée que par des bus articulés (jusqu'à fin avril 2018) grâce à la livraison de trois bus supplémentaires. De plus, en heures de pointe, il y a dorénavant un bus toutes les six minutes.
La ligne 602 a également été renforcée pour désenclaver le plateau de Clichy-Montfermeil. Grâce à la livraison de trois bus standard supplémentaires, il y a désormais un bus toutes les six minutes en heures de pointe et toutes les dix minutes en heures creuses.
La ligne 604 circule désormais jusqu'à 22 h 30 (contre 21 h jusqu'alors), tous les jours de la semaine, y compris le week-end. Cette mesure doit permettre d'améliorer l’accès à la gare RER de Gagny et désenclaver le plateau.
La ligne 616 a été renforcée afin de mieux desservir l'Hôpital Jean-Verdier et d'améliorer l’offre au sud de la gare d'Aulnay-sous-Bois. Grâce à l'utilisation de deux bus standard supplémentaires, il y a désormais un bus tous les quarts d'heure en heure de pointe les jours de semaine et toutes les vingt minutes en heures creuses et le samedi.
La ligne 620 a été adaptée afin de désenclaver le centre du Blanc-Mesnil et de donner accès au métro 5, toute la journée. En effet, toutes les courses ont été prolongées vers Bobigny Pablo Picasso. Le métro est désormais accessible toute la journée et plus uniquement en heures de pointe, comme jusqu'alors. Enfin, les bus circulent désormais jusqu'à 22 h 30.
La ligne 623 circule désormais jusqu'à 22 h 30 (contre 20 h 40 jusqu'alors), tous les jours de la semaine, y compris le week-end. Cette mesure doit permettre d'améliorer l’accès aux gares RER.

### Transdev: depuis mars 2013
En mars 2013, deux ans après la fusion de Transdev et de Veolia Transport, l'entreprise adopte le nom de Transdev à la suite du désengagement de Veolia Environnement, détenteur de Veolia Transport.

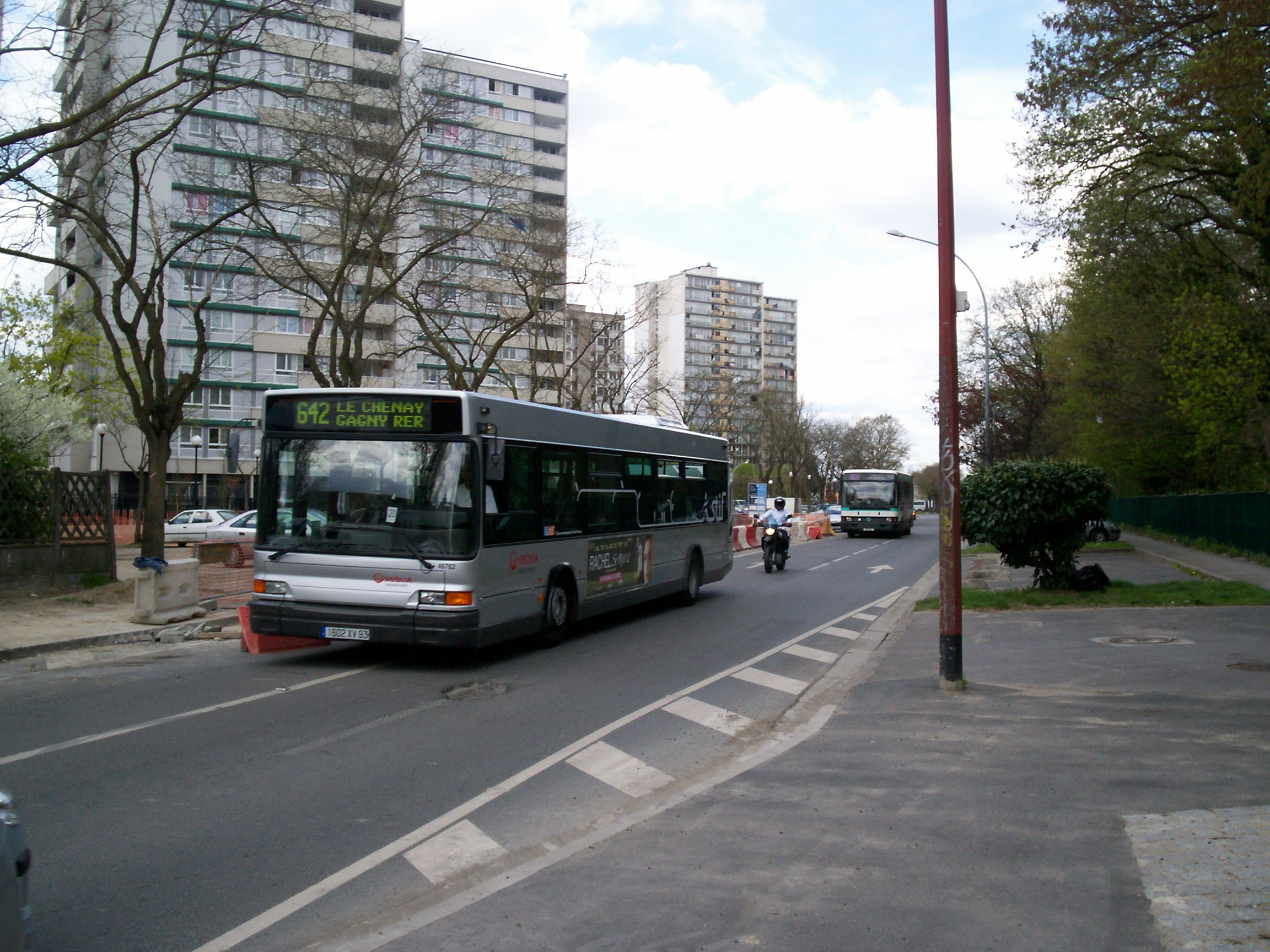
Un bus de la ligne 642 entre Clichy et Montfermeil, en avril 2009.

Le 2 septembre 2013, la mise en application de l'offre RER B Nord + a conduit l'ex-STIF à repenser et renforcer trois des trente-et-une lignes du réseau TRA en adaptant leur fréquence et leur amplitude horaire afin d'optimiser les correspondances,,.
La ligne 607 a été remaniée. Son itinéraire a été simplifiée, les lignes 607a (partiellement reprise par la ligne 642) et 607b (supprimée) ont été fusionnées en une nouvelle ligne 607 avec des fréquences (un bus toutes les douze minutes en heures de pointe, toutes les vingt minutes en heures creuses, toutes les demi-heures en soirée en semaine, toutes les 15 à 30 minutes le samedi, toutes les demi-heures le dimanche) et une amplitude horaire améliorée (fonctionnement de 5 h 30 à 0 h 30 du lundi au dimanche),.
La ligne 620 a été déviée dans Le Blanc-Mesnil afin de mieux desservir la commune. De plus, les fréquences ont été améliorées : désormais, il y a un bus toutes les douze minutes aux heures de pointe, toutes les vingt minutes aux heures creuses, en soirée en semaine et le samedi. Enfin, un service dominical a été créé avec la circulation d'un bus toutes les demi-heures,.
La ligne 642 a bénéficié d'une harmonisation ainsi que d'un renfort des fréquences entre les gares de Villepinte et du Vert-Galant. Désormais, il y a un bus toutes les douze minutes aux heures de pointe, toutes les vingt-quatre minutes aux heures creuses et toutes les demi-heures le samedi et le dimanche,.
Par ailleurs, la ligne 634, qui reliait le quartier de la Rose-des-Vents d'Aulnay-sous-Bois à la gare de Sevran - Beaudottes sous forme de service circulaire, est supprimée. Son itinéraire est repris par la ligne 44 de la société de transport Les Courriers de l'Île-de-France,.

#### L'évolution du réseau entre 2014 et 2017
Le 1er janvier 2014, les lignes 680, 683, 684 et 686 sont supprimées à la suite de la fermeture de l'Usine PSA d'Aulnay. Ces lignes n'ayant pour unique but la desserte de cette usine, elles devenaient de fait inutiles.
Le 1er septembre 2014, l'ex-STIF a restructuré deux et renforcé trois lignes du réseau.
La ligne 602 a été renforcée par l'ajout de deux relations aller-retour supplémentaires le matin entre 7 h et 9 h uniquement en période scolaire. De plus, deux véhicules articulés assurent désormais les courses les plus fréquentées à la place des véhicules standards afin d'offrir une meilleure capacité aux voyageurs.
La ligne 613 a été renforcée aux heures de pointe du soir au départ de la gare de Chelles : celles-ci débutent désormais à partir de 17 h (au lieu de 18 h) avec un bus toutes les 5 à 6 minutes (au lieu de 10 minutes). De plus, sa fréquence le dimanche et en soirée est renforcée avec un bus toutes les 15 minutes au lieu de 20 minutes et calée sur celles des RER B et E dans les gares d'Aulnay et de Chelles. Enfin, son service est étendu jusqu'à 2 h 5 (dernier bus arrivé à Aulnay) afin d'assurer une correspondance avec les derniers RER.
Les lignes 614 et 616 ont fusionné en une nouvelle ligne 616 reliant la gare de Bondy au centre commercial O'Parinor, à Aulnay-sous-Bois. En effet, la ligne 616 a été prolongée depuis la gare routière sud d'Aulnay-sous-Bois au centre commercial O'Parinor via la zone industrielle des Mardelles en reprenant l'itinéraire de la ligne 614, alors supprimée. De plus, elle a subi une modification d'itinéraire à Aulnay-sous-Bois pour desservir le nouveau collège Simone-Veil dans les deux sens et son tracé est simplifié par la suppression de l'itinéraire spécifique du week-end à Aulnay. Enfin, cette nouvelle ligne a été profondément renforcée entre la gare d'Aulnay et O'Parinor avec suppression corrélative du terminus partiel « Les Mardelles ».
La ligne 627 bénéficie depuis cette date d'un service partiel entre la gare d'Aulnay et O'Parinor le samedi entre 9 h 45 et 20 h 35, à raison d'un bus toutes les 45 minutes environ.
Le 31 août 2015, l'ex-STIF renforce deux lignes du réseau. La ligne 615 voit son amplitude horaire s'élargir avec un départ avancé à la gare d'Aulnay-sous-Bois. La ligne 618 est, quant à elle, simplifiée sur le territoire de Sevran et ses fréquences sont renforcées toute la semaine.
Le 2 novembre 2015, l'ex-STIF conduit une petite restructuration du réseau, celle-ci menant à la création d'une nouvelle ligne, accompagnée de divers renforts.
À la suite de l'augmentation importante de la fréquentation, la ligne 609 est renforcée du lundi au samedi. De plus, la section Drancy - Cité Gagarine ↔ La Courneuve - 8 mai 1945 est dissociée du reste de la ligne et reprise par la ligne 611, nouvellement créée afin d'améliorer la desserte et d'offrir une meilleure lisibilité de l'offre. En parallèle, les horaires de la ligne 610 sont ajustés.
Les fréquences des lignes 601 et 602 sont renforcées le dimanche avec un bus toutes les quinze minutes contre trente minutes auparavant. De plus, leurs amplitudes horaires sont élargies avec un départ dominical plus matinal.
Le 14 novembre 2016, à l'occasion de la mise en service du nouveau bus en site propre d'Île-de-France connu sous le nom de TCSP Barreau de Gonesse, les lignes 640 et 641 fusionnent en une nouvelle ligne 640, double-circulaire, avec un fonctionnement continu du lundi au vendredi et une simplification de la desserte de la zone d'activités Paris Nord 2.
Le 3 juillet 2017, deux lignes du réseau sont modifiées, accompagnant la mise en service de la ligne 11 du tramway d'Île-de-France.
La ligne 609 connaît un renfort conséquent du lundi au vendredi aux heures de pointe avec un bus toutes les huit minutes et aux heures creuses avec un bus toutes les douze minutes.
La ligne 610 est également renforcée en semaine et voit son parcours modifié. En effet, elle perd son tronc commun historique avec la ligne 609 avec le report de son terminus (initialement à la station La Courneuve - 8 mai 1945) à la nouvelle gare de Dugny - La Courneuve afin d'être en correspondance avec le nouveau tramway et dessert dorénavant le musée de l'Air et de l'Espace.
À la même date, la ligne 620 est prolongée jusqu'à la zone d'activités du Pont Yblon (depuis son terminus Le Blanc-Mesnil - Chemin Notre-Dame) afin de reprendre la desserte de cette même antenne de la ligne RATP 152, dont la suppression est prévue l'année suivante, en septembre 2018.

#### Modifications sur l'année 2018
À compter du 22 janvier 2018, la ligne 642 est scindée en deux : au nord, elle est limitée entre les gares de Villepinte et du Vert-Galant tandis qu'au sud, une nouvelle ligne 643 est créée et reprend son itinéraire entre les gares du Vert-Galant et du Chénay-Gagny. Cette réorganisation est destinée à répondre aux difficultés d'exploitation liées aux travaux à Coubron, sur la route du bois de Bernouille, et à améliorer la régularité en exploitant des lignes moins longues.
À compter du 16 juillet 2018, la 617 dessert la zone d'activité Segro Logistics Park, implantée sur une partie du site de l'ancienne usine PSA d'Aulnay depuis avril 2018, sous la forme d'une navette au départ de la gare de Villepinte.
Le 3 septembre 2018, Île-de-France Mobilités décide et cofinance le prolongement de deux lignes du réseau.
La ligne 616 voit alors toutes ses courses prolongées jusqu'au centre commercial O'Parinor, abandonnant ainsi les services partiels limités à l'arrêt Blaise Pascal.
La ligne 609 est, quant à elle, prolongée jusqu'à la station de métro Fort d'Aubervilliers le dimanche uniquement et ne dessert la station La Courneuve - 8 mai 1945 qu'à partir de 15 h 50 ce jour en raison du marché s'établissant aux abords de la place du 8-mai-1945, rendant difficile l'exploitation de la ligne à ce niveau.

#### Désenclavement du plateau de Clichy-Montfermeil - acte 3
À compter du 31 août 2020, la desserte du plateau de Clichy-Montfermeil connaît une nouvelle restructuration à l'occasion de l'ouverture de la station Hôpital de Montfermeil sur la ligne 4 du tramway. Ainsi, les lignes 601 et 645 sont supprimées. La ligne 602 dévie de son parcours pour desservir la station Notre-Dame des Anges, voit sa longueur relativement réduite avec la fin du parcours circulaire à Coubron et le report du terminus à Corot et ses services partiels ramenés à Hôpital de Montfermeil. La ligne 603 fait un détour par le quartier du Chêne Pointu en lieu et place du parcours direct utilisant la route nationale 370. La ligne 604 voit son tracé rallongé avec la desserte du quartier des Oiseaux, permise par deux nouveaux arrêts. Le tracé de la ligne 605 est plus direct, abandonnant donc la desserte du quartier du Plateau. La ligne 623 ne dessert plus le quartier de Franceville au profit d'un parcours direct sur la route nationale 370 jusqu'au niveau de la station Romain Rolland. La ligne 643, détournée pour desservir Notre-Dame des Anges, est prolongée jusqu'au nouveau quartier de Maison Blanche à Neuilly-sur-Marne et abandonne la desserte du quartier du Chêne Pointu pour un tracé plus direct entre Romain Rolland et La Lorette.
Enfin, une navette cadencée au quart d’heure est mise en service en renfort de la ligne 4 du tramway, uniquement aux heures de pointe, elle suit au plus près l’itinéraire de cette dernière entre les stations Gargan et Hôpital de Montfermeil et dessert l’ensemble des stations intermédiaires.

### Ouverture à la concurrence
Le 1er janvier 2023, à la suite de l'ouverture à la concurrence des transports en commun en Île-de-France les lignes 607, 609, 610, 611, 615, 616, 617, 618, 619, 620, 627, 637, 640 et 642 sont intégrées au nouveau réseau de bus Terres d'Envol en passant sous l'exploitation de Transdev Nord Seine-Saint-Denis. En outre, la compagnie récupère la ligne 701 des Autobus du Fort, les autres lignes de l'établissement ayant été elles aussi intégrées au réseau Terres d'Envol.
Le 1er août 2025, les lignes restantes (602, 603, 604, 605, 613, 623, 643, 64 et 701) rejoignent le réseau de bus Marne et Brie.

## Exploitation

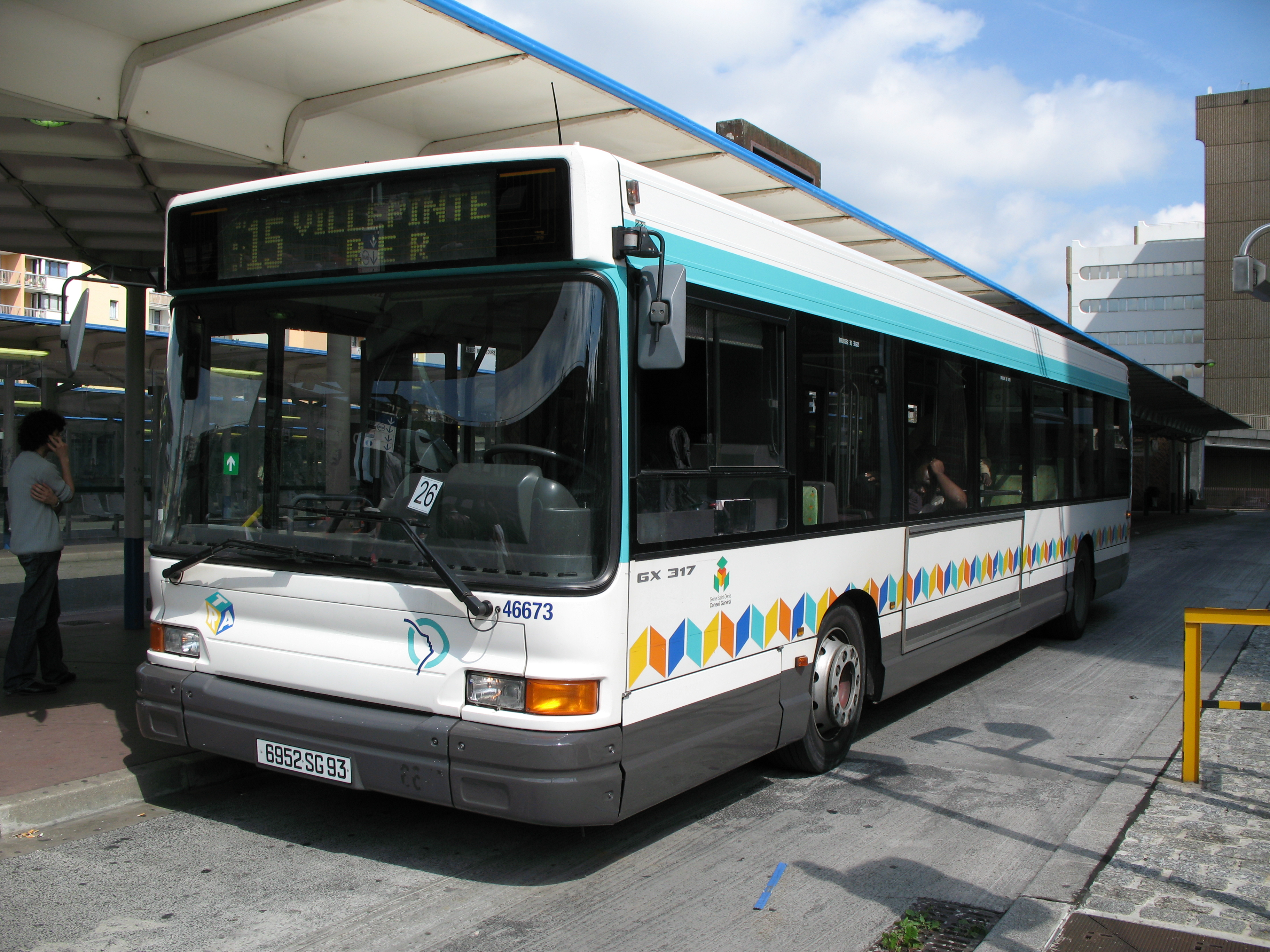
Un bus Heuliez GX 317 du réseau TRA, en livrée RATP, engagé sur la ligne 615 au pôle multimodal de Bobigny Pablo Picasso en 2007.

Le réseau de bus TRA est géré par Les Transports Rapides Automobiles (TRA), une société filiale à 100 % de Transdev.
Cette compagnie de transports urbains de voyageurs, qui gère le réseau séquano-dionysien depuis 1983, est soumise à un contrat d’exploitation permettant l'exploitation du réseau valable jusqu’en 2016.

### Dépôts
Les deux cent quinze véhicules du réseau sont remisés dans trois dépôts, situés à Coubron, à Chelles et à Villepinte. Les dépôts ont également pour mission d'assurer l'entretien préventif et curatif du matériel. L'entretien curatif ou correctif a lieu quand une panne ou un dysfonctionnement est signalé par un machiniste.

### Information voyageurs

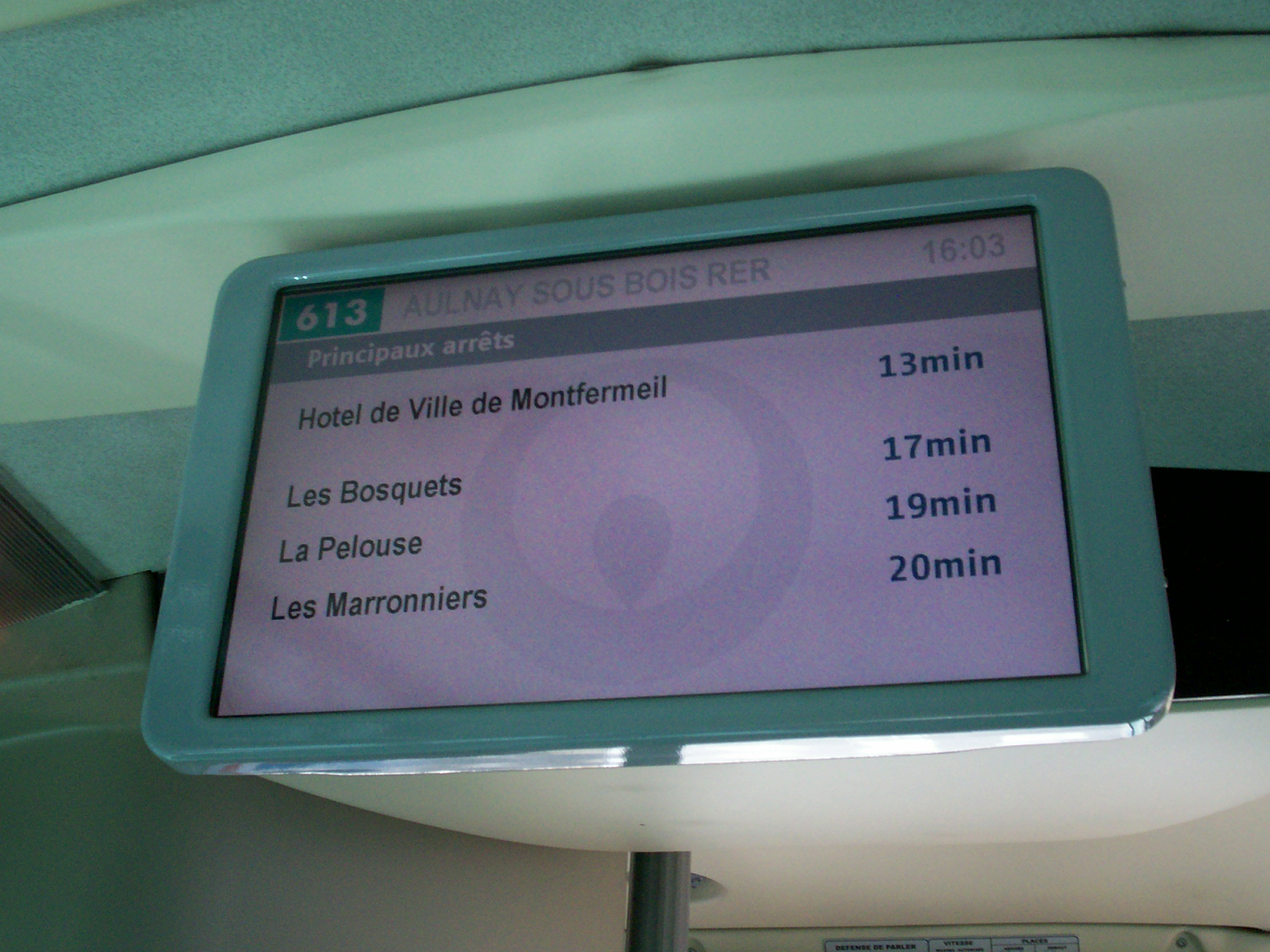
Système d'information voyageurs embarqué sur la ligne 613.

Les bus et certains arrêts sont dotés d'un système d'information en ligne en temps réel.
À bord des autobus, il est présent par le biais d'un petit écran LCD, il affiche le temps d'attente avant l'arrivée au prochain arrêt, avant un arrêt important et avant l'arrivée au terminus. Il y a aussi des annonces sonores et un schéma représentant les trois prochains arrêts sur la ligne.
Sur 360 des 1 000 arrêts de bus que compte le réseau, des bornes d’information sont présentes. Elles permettent de connaître le temps d'attente avant l'arrivée du prochain bus de la ligne souhaitée. Ces arrêts ont été choisis en fonction de leur fréquentation (au moins 50 montées par jour).

### Contrôles et vidéo-surveillance
Les opérations de contrôle des titres de transport sont assurées par des contrôleurs Transdev remplaçant ceux de la RATP.
De plus, la sécurité du réseau est assurée par une entreprise privée, EPR, qui avait sécurisé les dépôts de bus lors des violences de l’automne 2005. Elle a la même mission que celle des GPSR (GrouPe de Sécurisation de la Ratp) : assister les bus dans les quartiers de la Fontaine-Mallet (Villepinte), Rose-des-Vents (Aulnay-sous-Bois), Tilleuls (Le Blanc-Mesnil) et du Chene Pointu (Clichy sous Bois).

### Tarification et financement
La tarification des lignes d'autobus d'Île-de-France est unifiée et accessible avec les mêmes abonnements. Un ticket « bus-tram », qui remplace le ticket t+ au 1er janvier 2025, permet un trajet simple quelle que soit la distance, avec une ou plusieurs correspondances possibles avec les autres lignes de bus et de tramway pendant une durée maximale de 1 h 30 entre la première et dernière validation. En revanche, un ticket validé dans un bus ne permet pas d'emprunter le métro, ni le Transilien et le RER. Les lignes Orlybus et Roissybus, assurant de façon directe les dessertes aéroportuaires via autoroute, disposent d'une tarification spécifique mais sont accessibles avec les abonnements habituels.
Les tarifs des billets et abonnements dont le montant est limité par décision politique ne couvrent pas les frais réels de transport. Le manque à gagner est compensé par l'autorité organisatrice, Île-de-France Mobilités, présidée depuis 2005 par le président du conseil régional d'Île-de-France et composé d'élus locaux. Elle définit les conditions générales d'exploitation ainsi que la durée et la fréquence des services. L'équilibre financier du fonctionnement est assuré par une dotation globale annuelle aux transporteurs de la région grâce au versement mobilité payé par les entreprises et aux contributions des collectivités publiques.

L’achat de ticket par SMS est possible depuis 2018, en envoyant TRA au 93100 (coût de 2,50€ depuis le 01/01/2023 prélevé sur les factures de téléphone). Ce ticket SMS est valable 1h sans correspondance.

## Matériel roulant
Depuis 2017, certains bus sont revêtus de la livrée Île-de-France Mobilités (IDFM), notamment les modèles Citaro C2.
Le parc roulant du réseau est composé d'environ 250 véhicules.
Le réseau TRA est exploité avec des bus articulés, des bus standards et des midibus, en majorité équipés au moins de girouettes électroniques frontales, de systèmes mobiles de séparation de la cabine du conducteur et de caméras de vidéosurveillance. Leur plancher surbaissé facilite l’accès des personnes handicapées. En outre, ils possèdent une palette escamotable, permettant l'accueil des personnes à mobilité réduite.
Ils ont été livrés, grâce au cofinancement de la région, afin de permettre le remplacement des bus âgés d’une douzaine d’années (selon les normes de qualité d'IDFM, l'âge moyen de la flotte de bus ne doit pas dépasser sept ans) qui avaient été mis en service à titre provisoire à l’automne 2007. Ces livraisons font donc partie du plan de renouvellement du matériel roulant entamé en 2007 par la livraison de trente bus, qui se poursuivit en 2008, par la livraison de quinze véhicules neuf supplémentaires. Il y a eu la livraison de dix-sept véhicules neufs en 2009 conformément aux prévisions. 14 véhicules ont été livrés en 2010, 21 en 2011, 3 dont 1 d'occasion en 2012, 22 en 2013, 25 en 2014, 22 en 2015, 14 en 2016, 21 dont 1 d'occasion en 2017, 12 en 2018 et 10 dont 9 d'occasions en 2019.
Le réseau se dote également de quatorze bus Heuliez GX 427, la version 18 m du GX 327. L'arrivée de ces bus a permis la réforme totale des PR118. Il se dote aussi de quatre Heuliez GX 127. Depuis 2003, le réseau est également doté de trois Heuliez GX 117, en cours de réforme avec l'arrivée en 2015 de Citaro K C2. Certains GX 317 ont été remplacés par 16 nouveaux Lion's City hybride. Ce sont les premiers bus à propulsion hybride circulant sur le réseau TRA, qui a reçu aussi deux GX 437 hybride.[réf. nécessaire]

Galerie de photographies
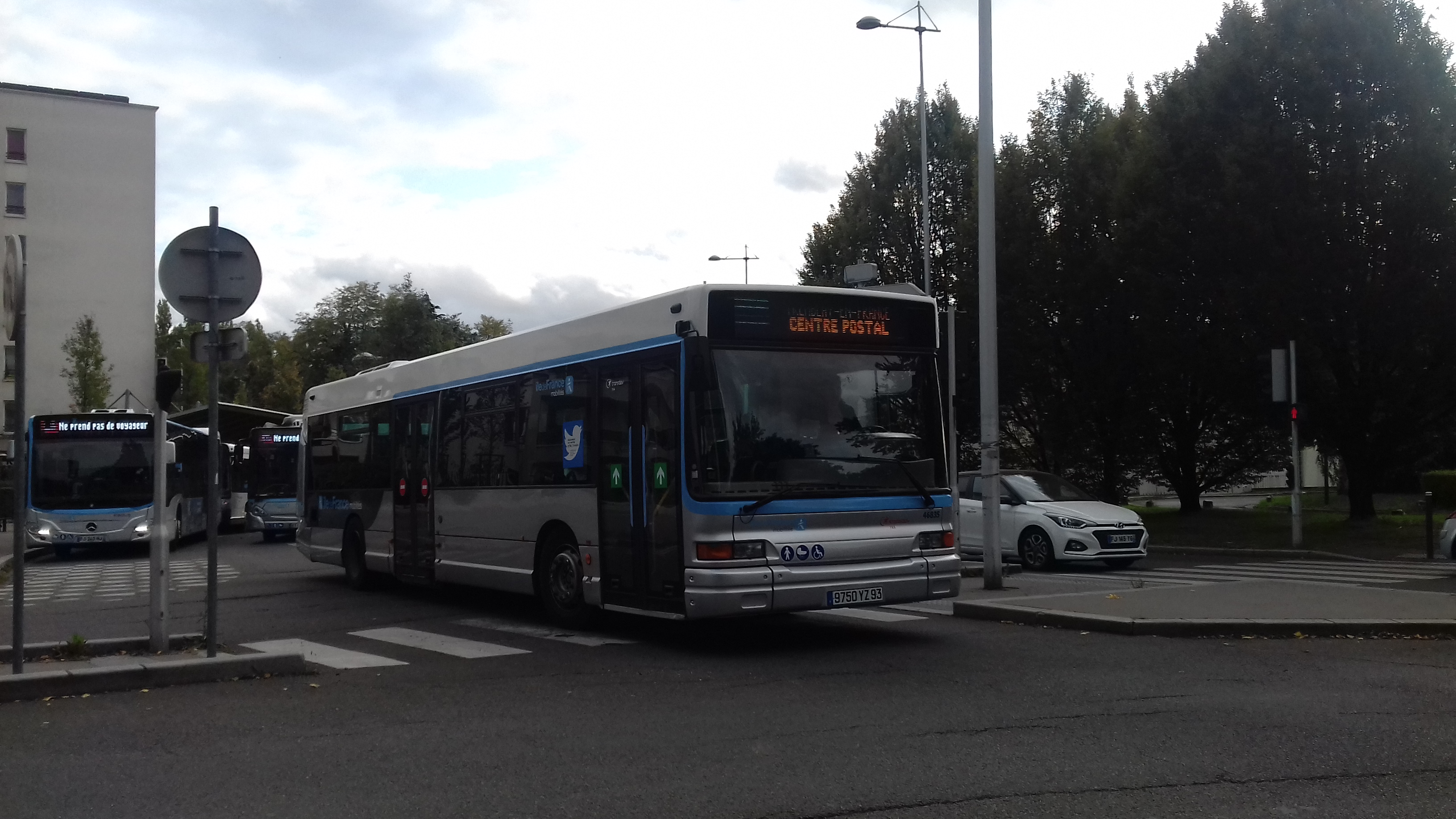
Heuliez GX 317 n°46835, livré en 2005, à Tremblay-en-France (un des deux seuls GX 317 franciliens en livrée Île-de-France Mobilités).
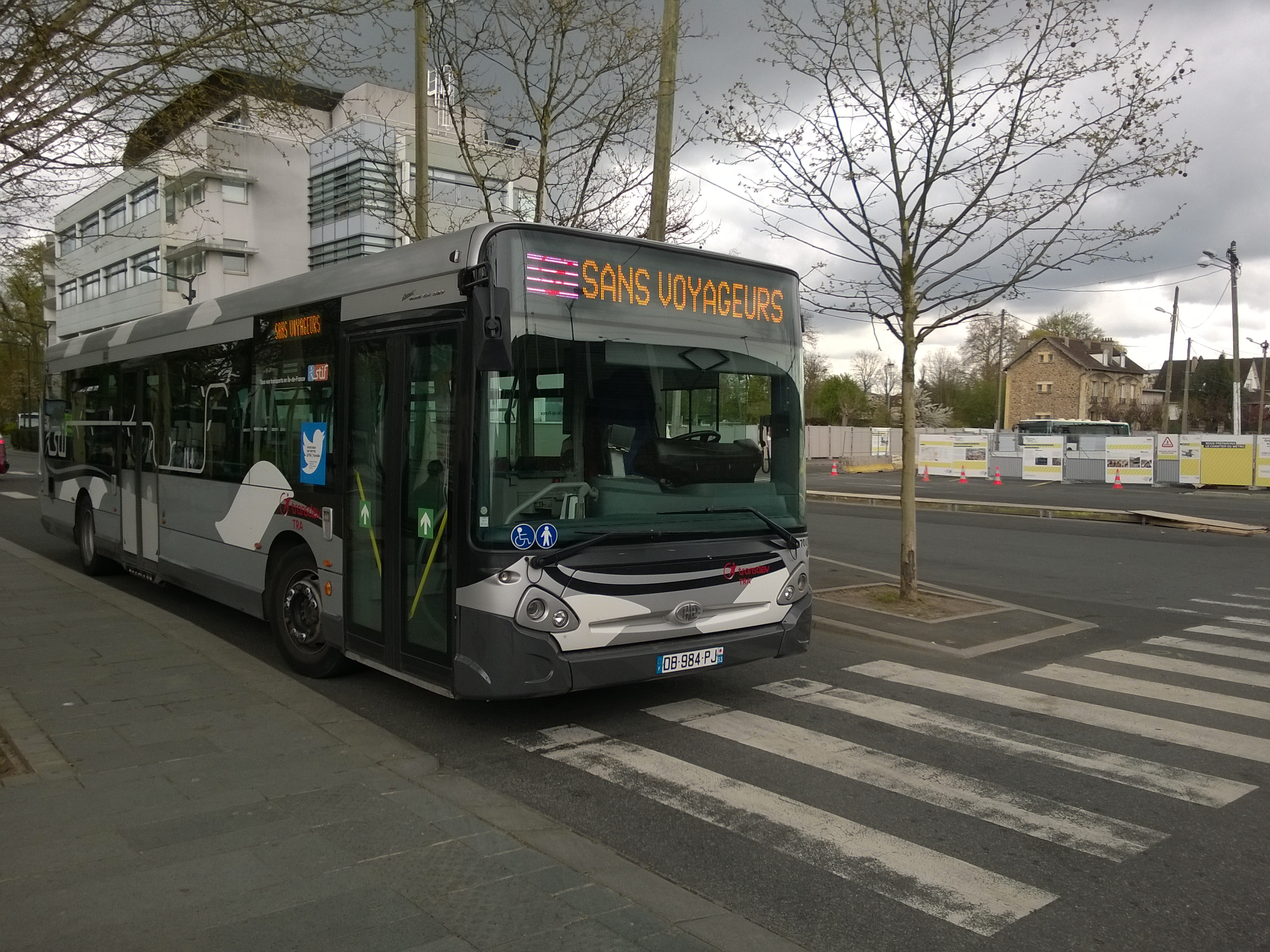
Heuliez GX 327, livré en 2014, à Chelles.
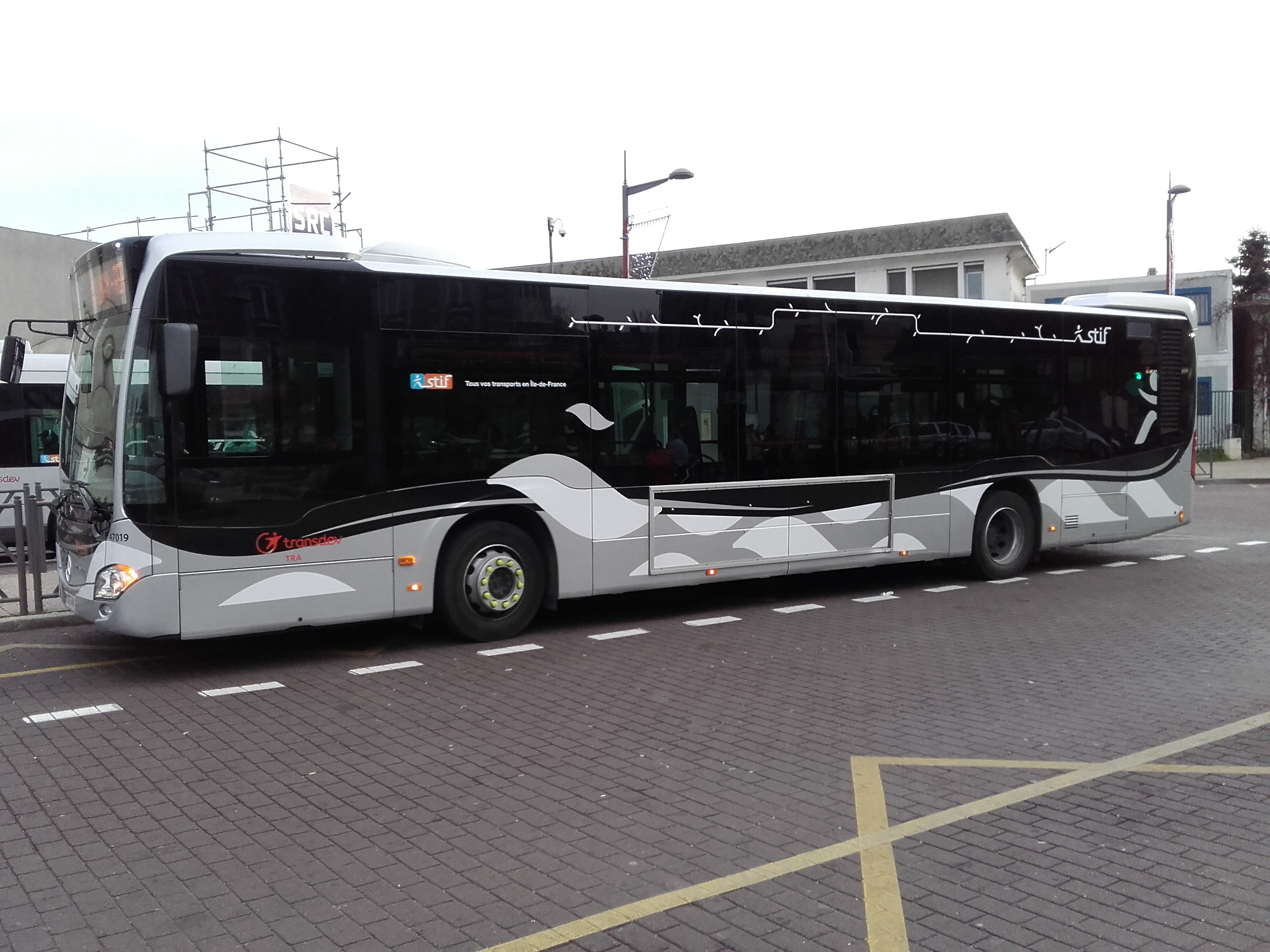
Mercedes Citaro C2, livré en 2014, à Aulnay-sous-Bois.
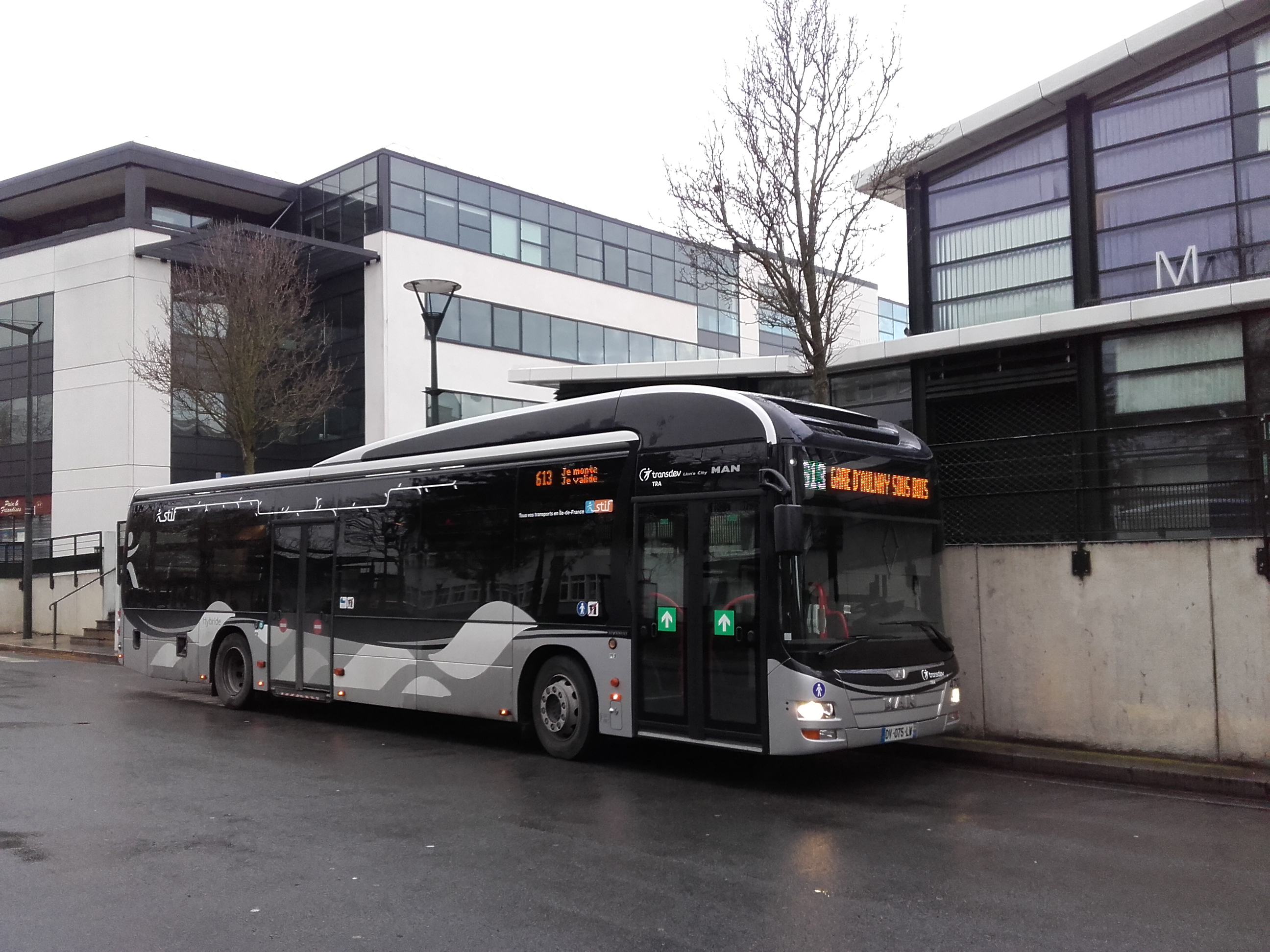
Man Lion's City hybride, livré en 2015, à Chelles.
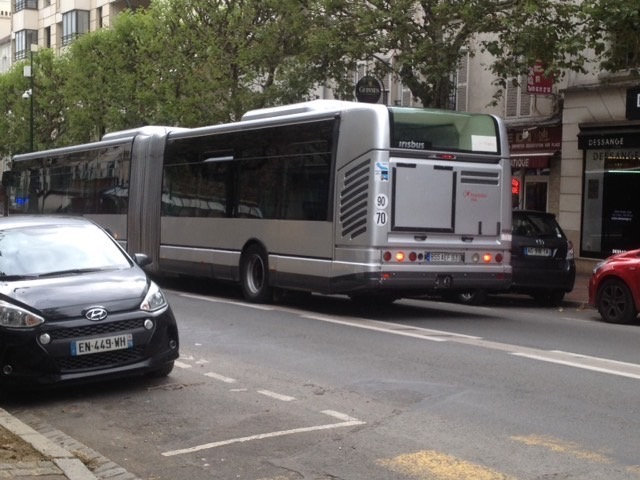
Le seul Citelis 18 de Transdev TRA en 2019.

## Identité visuelle

Ancien logo des TRA
Logo pendant l’exploitation par Veolia Transport
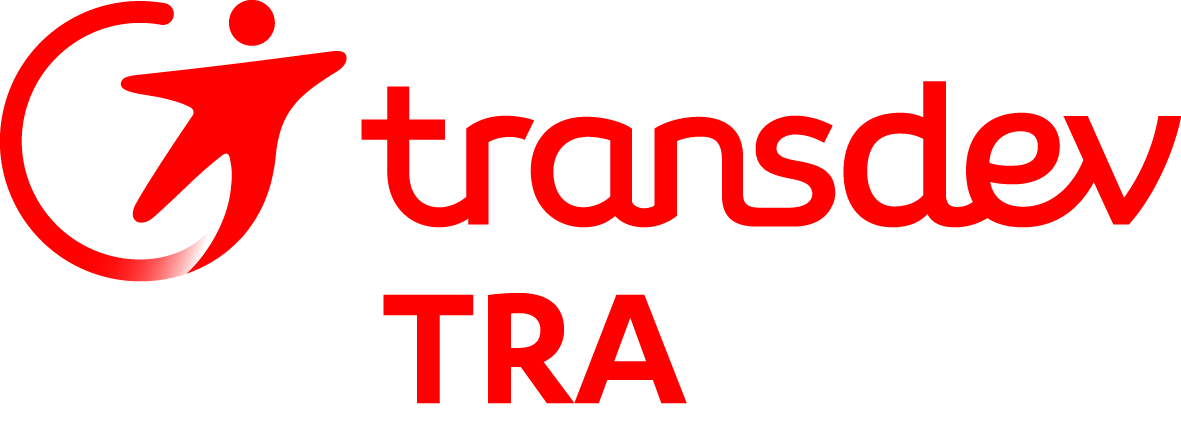
Logo actuel de Transdev TRA